# NGC 6348
NGC 6348 (другие обозначения — MCG 7-35-63, ZWG 225.98, NPM1G +41.0457, PGC 60036) — спиральная галактика (Sb) в созвездии Геркулес.
Этот объект входит в число перечисленных в оригинальной редакции «Нового общего каталога».